# Anthene lasti
Anthene lasti är en fjärilsart som beskrevs av Grose-smith och Kirby 1894. Anthene lasti ingår i släktet Anthene och familjen juvelvingar. Inga underarter finns listade i Catalogue of Life.